# ベラルーシのアイスホッケー
この項目では、ベラルーシにおけるアイスホッケーについて述べる。ベラルーシでは、アイスホッケー競技はベラルーシアイスホッケー連盟の管轄下にある。
ベラルーシは1992年5月6日に国際アイスホッケー連盟に加入した。
ベラルーシの男子とジュニアの代表チームがアイスホッケー世界選手権に参加している。アイスホッケーベラルーシ代表は2002年のソルトレークシティオリンピックの準々決勝戦で、スウェーデンを相手に記憶に残る大番狂わせを起こして勝ち上がり、4位となった。代表チームは定期的にアイスホッケー世界選手権に参加し、しばしば準々決勝に進出している。
1992年には、アイスホッケーの国内リーグであるベラルーシ・エキストラリーグが創設された。ヨーロッパのKHL（コンチネンタルホッケーリーグ）、特にベラルーシのクラブであるHCディナモ・ミンスクには多くのベラルーシの選手が所属しており、その中には北米のNHL（ナショナルホッケーリーグ）でプレイした経験のある選手もいる。